# Deloraine
Deloraine – miejscowość na australijskiej wyspie Tasmania.
Zamieszkiwane jest przez ponad 2 tysiące mieszkańców.